# Perispuda mesoxantha
Perispuda mesoxantha là một loài tò vò trong họ Ichneumonidae.